# 克莱芒丝·卡尔文
克莱芒丝·卡尔文（法語：Clémence Calvin，1990年5月17日—）是一名法国女子田径运动员，主攻长跑项目。她在苏黎世举行的的2014年欧洲田径锦标赛10000米项目上以32分23秒58的成绩不敌乔·佩维赢得银牌。2018年8月，她在欧洲田径锦标赛上获得女子马拉松亚军。